# Ruapuke Island
Ruapuke Island – wyspa na Oceanie Spokojnym, o powierzchni 1600 hektarów, należąca do Nowej Zelandii. Nazwa wyspy w języku maoryskim oznacza dwa wzgórza.

## Historia
Na początku XIX wieku wyspa była siedzibą maoryskiego wodza Tūhawaikiego. W 1844 roku Johan Wohlers, misjonarz luterański niemieckiego pochodzenia, założył na wyspie stację misyjną i rozwinął działalność wśród miejscowej ludności, pomagając jej w uprawie zbóż oraz hodowli bydła i owiec. Kiedy produkcja żywności przewyższyła lokalne zapotrzebowanie, nastąpił rozwój wymiany handlowej z większymi wyspami nowozelandzkimi.